# Tuinwolfsmelk
Tuinwolfsmelk (Euphorbia peplus) is een eenjarige plant uit de wolfsmelkfamilie (Euphorbiaceae). De soort komt van nature voor in Midden-Europa en het Middellandse Zeegebied en is van daaruit over de hele wereld verspreid.

## Beschrijving
Tuinwolfsmelk is een lichtgroene plant met een penwortel en een hoogte van 10 tot 30 cm. De verspreid staande bladeren zijn omgekeerd eirond, gesteeld en hebben een gave rand. De plant heeft 2n = 16 chromosomen.

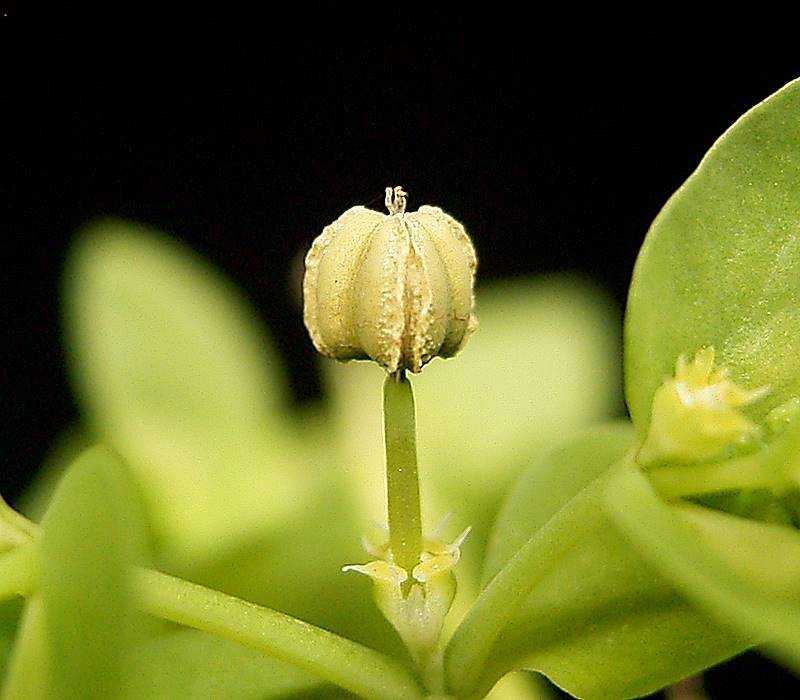
Vrucht

Tuinwolfsmelk bloeit van juli tot de herfst. De bloeiwijze is een cyathium. Tuinwolfsmelk bloeit in schermen met drie stralen. Elke straal is nog eens in tweeën vertakt. De eironde schutbladen onder de bloempjes lijken net normale blaadjes. De eenslachtige bloem heeft halvemaanvormige klieren met per klier twee slanke horens.
Tuinwolfsmelk heeft 3 mm grote kluisvruchten met smalle vleugels op elk segment. Op de bleekgrijze, 1,5–2 mm lange en 1 mm brede zaadjes zitten rijen van donkere putjes en ze hebben een 0,3 mm groot mierenbroodje.

## Standplaats
De soort komt voor op zowel bebouwde als braakliggende grond.

## Afbeeldingen

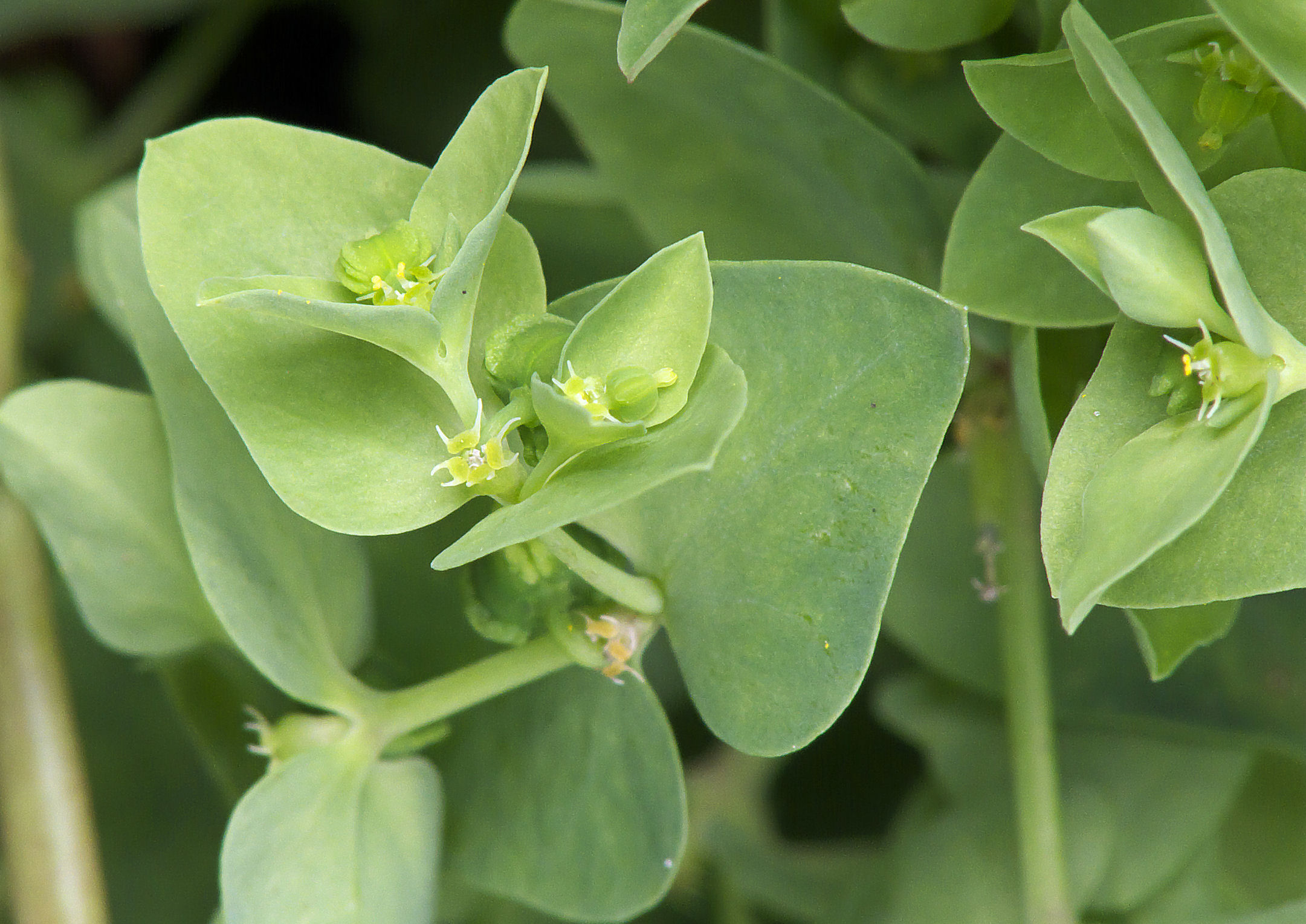
Mannelijke en vrouwelijke bloemen
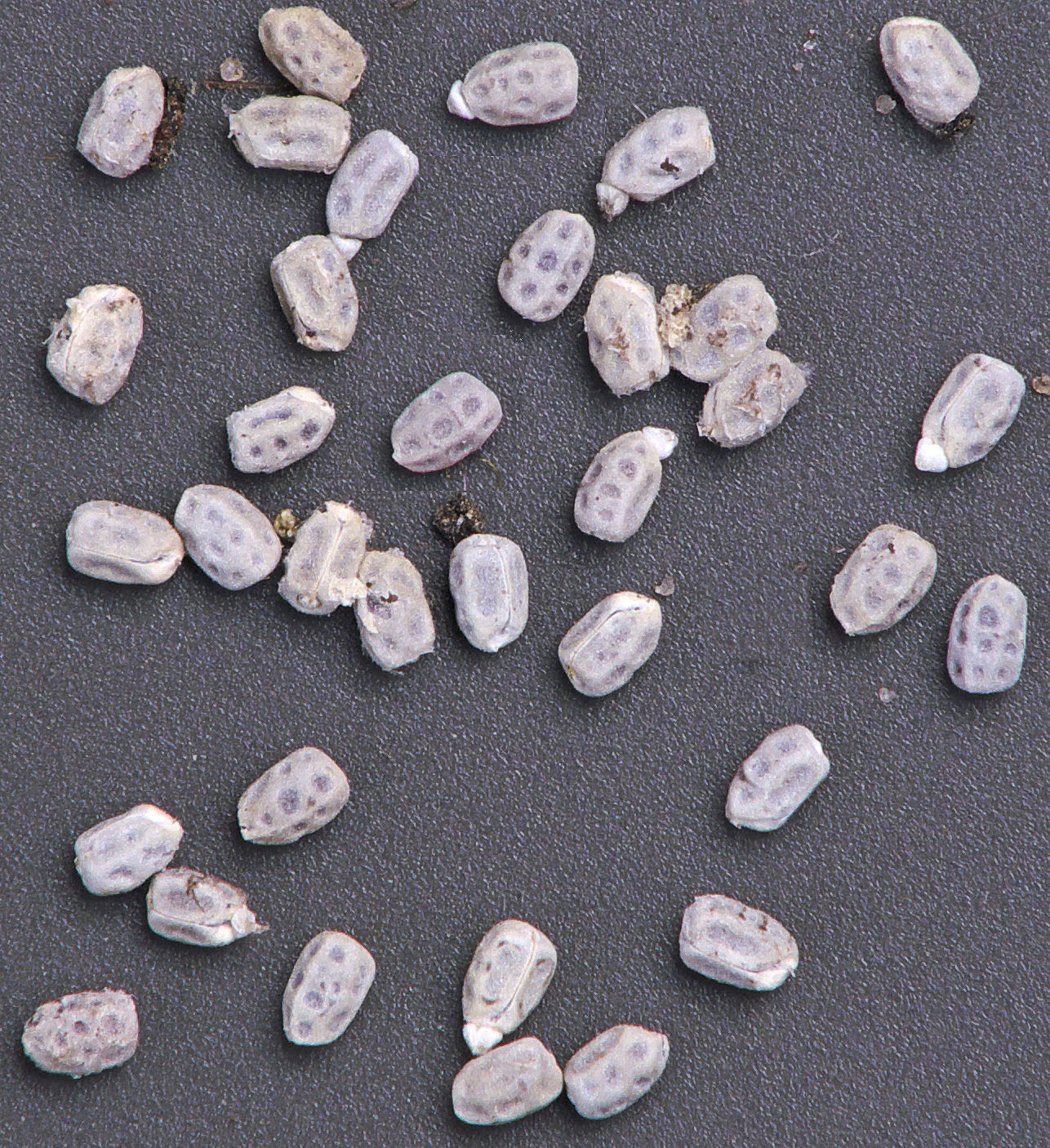
Zaden met mierenbroodje

... · 
E. abdelkuri · 
E. abyssinica · 
E. acanthothamnos · 
E. actinoclada · 
E. adenopoda · 
E. alcicornis · 
E. alfredii · 
E. alluaudii · 
E. ambarivatoensis · 
E. ambovombensis · 
E. amygdaloides (Amandelwolfsmelk) · 
E. analalavensis · 
E. ankaranae · 
E. ankarensis · 
E. ankazobensis · 
E. antiquorum · 
E. antso · 
E. aprica · 
E. arahaka · 
E. aureoviridiflora · 
E. balsamifera · 
E. banae · 
E. beharensis · 
E. bemarahaensis · 
E. benoistii · 
E. berorohae · 
E. biaculeata · 
E. boissieri · 
E. boiteaui · 
E. boivinii · 
E. bongolavensis · 
E. bosseri · 
E. brachyphylla · 
E. caducifolia · 
E. candelabrum · 
E. cap-saintemariensis · 
E. capmanambatoensis · 
E. capuronii · 
E. caput-aureum · 
E. cedrorum · 
E. cyparissias (Cipreswolfsmelk) · 
E. dulcis (Zoete wolfsmelk) · 
E. epithymoides (Kleurige wolfsmelk) · 
E. erythraea ·
E. esula (Heksenmelk) · 
E. exigua (Kleine wolfsmelk) · 
E. handiensis ·
E. helioscopia (Kroontjeskruid) · 
E. ingens · 
E. lacei · 
E. lactea · 
E. lathyris (Kruisbladige wolfsmelk) · 
E. leuconeura · 
E. neriifolia · 
E. officinarum · 
E. palustris (Moeraswolfsmelk) · 
E. paralias (Zeewolfsmelk) · 
E. peplus (Tuinwolfsmelk) · 
E. platyphyllos (Brede wolfsmelk) · 
E. portlandica (Kustwolfsmelk) · 
E. pulcherrima (Kerstster) · 
E. regis-jubae · 
E. resinifera · 
E. royleana · 
E. seguieriana (Zandwolfsmelk) · 
E. stenoclada · 
E. stricta (Stijve wolfsmelk) · 
E. tirucalli · 
E. verrucosa (Wrattige wolfsmelk) · 
E. waringiae · 
...